# Jubrovîci, Olevsk
Jubrovîci (în ucraineană Жубровичі) este o comună în raionul Olevsk, regiunea Jîtomîr, Ucraina, formată numai din satul de reședință.

## Demografie
Componența lingvistică a comunei Jubrovîci
     Ucraineană (99,53%)
     Alte limbi (0,39%)
Conform recensământului din 2001, majoritatea populației comunei Jubrovîci era vorbitoare de ucraineană (99,53%), existând în minoritate și vorbitori de alte limbi.